# Оздобник великий
Оздобник великий (Ptiloris magnificus) — вид горобцеподібних птахів родини дивоптахових (Paradisaeidae).

## Поширення

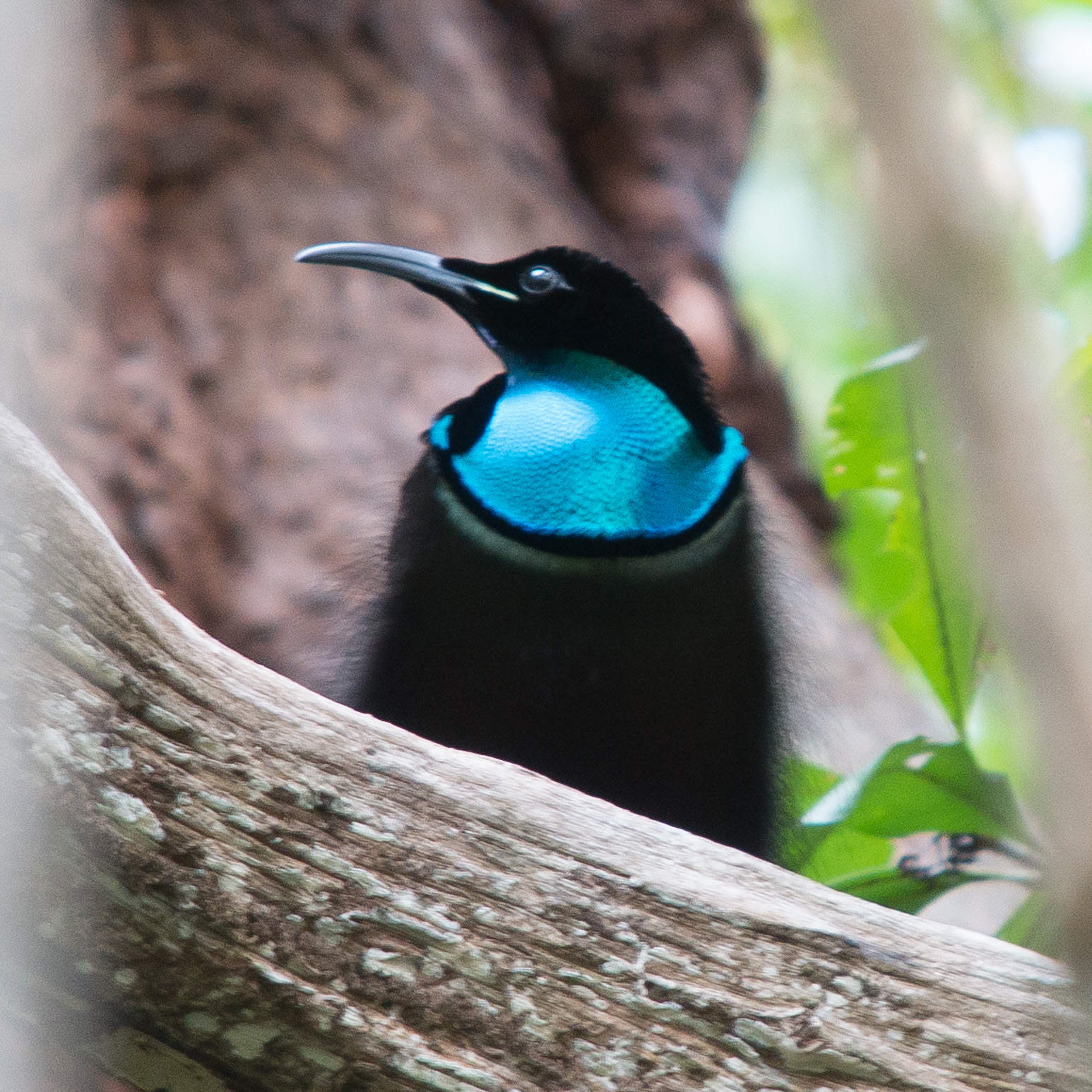

Поширений в Новій Гвінеї та на північному сході Австралії. У Новій Гвінеї він трапляється з досить неперервним ареалом вздовж прибережних рівнин всієї центральної та західної частини острова. В Австралії поширений на північній околиці півострова Кейп-Йорк та деяких островах Торресової протоки. Мешкає у різнованітних типах лісів, заселяє навіть вторинні лісові ділянки, густий чагарник, плантації, сади та міські парки.

## Опис
Птах середнього розміру, завдовжки 28-34 см, вагою 94-230 г. Наявний статевий диморфізм. Самиця має червонувато-коричневі крила, спину і хвіст, тоді як лоб, маківка, потилиця і смуга, яка з боків дзьоба доходить до вуха та проходить через очі, утворюючи маску, мають темно-коричневий колір. Брови та щоки сірувато-білі, а горло, груди, боки, живіт та підхвістя білувато-коричневі з окремими пір'їнами, окантованими чорнуватим. Самець має оперення шовковисто-чорного кольору з сильними коричними відтінками на животі та боках, тоді як лоб, маківка голови, горло, груди та центральне пір'я хвоста райдужно-зелено-блакитне. Груди від черева відокремлені чорною та коричневою смужками. Внутрішня частина рота жовта. Пір'я на боках витягнуте та нитчасте. В обох статей очі карі, а ноги і дзьоб чорні.

## Спосіб життя
Активний вдень. Живиться плодами та комахами. Сезон розмноження починається в кінці сезону дощів і триває протягом сухого сезону (червень-лютий). Цей вид полігамний і демонструє складний ритуал залицяння. Під час шлюбного періоду самець займає добре очищену гілку посеред незарослої галявини. Самець закликає самиць свистящим співом. З появою самиці він здійснює ритуал залицяння: розводить крила вгору у вигляді півмісяця, погойдує головою праворуч і ліворуч, а тілом вгору-вниз, демонструючи яскраве оперення горла і грудей, при цьому самець наближається і ритмічно віддаляється від самиці. Якщо самиця доступна для спаровування, вона підпускає самця, в іншому випадку вона відходить від нього. Самиця, зазвичай, спостерігає за декількома самцями, перш ніж вибрати, з ким з них буде паруватися. Після спарювання самиця самостійно береться за будівництво чашоподібного гнізда, висиджування 2-3 яєць та вирощування потомства.

## Підвиди
Включає два підвиди:
- Ptiloris magnificus magnificus, номінальний підвид, широко поширений в Новій Гвінеї;
- Ptiloris magnificus alberti Elliot, 1871, широко поширений на північному сході Австралії.